# Adam Ant
Stuart Leslie Goddard (Marylebone (Londen), 3 november 1954), oftewel Adam Ant, is een Brits zanger en acteur. Hij is bekend als naamgever van de band Adam and the Ants en zijn daaropvolgende solocarrière. Zijn pseudoniem is een woordspeling op het Engelse woord adamant dat onvermurwbaar, onbuigzaam betekent.

## Geschiedenis

### Jonge jaren
Adam komt uit een arm arbeidersgezin; op zijn zevende jaar scheidden zijn ouders. Hij bleef tot 1974 in het gezin het enige kind, toen zijn vader hertrouwde en een dochter kreeg. Adam ging naar de Hornsey School of Art in Londen. Hij werd daar met name beïnvloed door Peter Webb en Allen Jones. Beiden waren bezig met erotisch / seksueel getint werk. Adam zou later al het artwork voor de band zelf uitvoeren.
Adam begon zijn muzikale carrière als bassist van de band; het was ook in deze periode dat hij zijn naam veranderde. In 1975 richtte Adam een eigen band op (de B-Sides waarvoor hij zelf de muziek schreef) die echter nooit zou optreden.
In 1975 trouwde Adam met zijn medestudente Carol Mills; ze gingen bij haar ouders wonen. Adam was enerzijds een goede huisman en een keurig student, maar anderzijds was hij een illustrator gericht op het maken van erotische tekeningen en een musicus in de opkomende Punkscene. Dit dubbelleven brak hem op en hij ontwikkelde anorexia nervosa. Na een zelfmoordpoging werd hij psychiatrisch behandeld, maar het werd hem duidelijk dat een huwelijk niets voor hem was.

### Adam and the Ants I
Adam ging aan de gang met een nieuwe band, Adam and the Ants. Hij ontmoette Jordan, die in Malcolm McLarens kledingboetiek "SEX" werkte. Het klikte, en Jordan ging actief bijdragen aan de band. Het eerste optreden van de band was in augustus 1977 in de Londense Roxy, een destijds berucht punkpodium. Van dit optreden, deel van een punkfestival waarop ook The Clash, The Damned en Siouxsie & the Banshees speelden, maakte Derek Jarman de film "Jubilee". Ze speelden daarna vaker in deze Marquee. In 1979 wordt het album Dirk Wears White Sox uitgebracht.
Adam was zanger en gitarist en wordt bijgestaan door Matthew Ashman (gitaar), Leigh Gorman (bas/zang) en Dave Barbarossa (drums).

Jordan sprak met Malcolm McLaren (manager van the Sex Pistols), die wel wat in de band zag. Hij werd manager, en introduceerde de Burundi Beat, trommelmuziek van stammen uit Burundi, in 1971 wereldwijd populair gemaakt door John Kongos en Burundi Black. Na twee weken zei hij dat Adam te oud was en nam de Ants mee, zij werden Bow Wow Wow. Na het uitkomen van de plaat treden Adam and the Ants hierdoor welgeteld één keer op.

### Adam and the Ants II
Adam behield de naam 'the Ants' wel, en samen met Marco Pirroni begon hij in 1980 met een nieuwe band. Nog voor de band compleet was, gingen Adam en Marco de studio in om Car Trouble als single opnieuw op te nemen. Chris Hughes voegde zich bij hen. Vanaf dit moment werd ook de kenmerkende Afrikaanse drumstijl een standaardonderdeel van hun muziek.
Eindelijk hadden ze het succes om door een groot muzieklabel gecontracteerd te worden: CBS. Ze maken het album Kings of the Wild Frontier (zomer 1980). Vanaf toen was Adam and the Ants eindelijk ook in de hitlijsten te vinden met "Dog Eat Dog," "Antmusic," en met "Kings of the Wild Frontier." Ook re-releases halen de Britse hitlijsten.
In thuisland het Verenigd Koninkrijk, waar hun videoclips regelmatig door de BBC werden vertoond in Top Of The Pops, was het succes enorm; in de Verenigde Staten bleef het vooralsnog bij een Grammy Award voor Best New Artist van 1981. In mei van dat jaar traden ze op in de Meervaart in Amsterdam. In juni 1981 kwam de band terug naar Nederland voor een concert in Paradiso.
De singles Stand and deliver en Prince Charming werden in Nederland de grootste hits in de destijds drie hitlijsten op de nationale popzender Hilversum 3 met hoge noteringen in de Nederlandse Top 40, Nationale Hitparade en de TROS Top 50. Ook in de Europese hitlijst op Hilversum 3, de TROS Europarade, stonden beide platen genoteerd.
Mede dankzij de bijbehorende videoclips waarin Adam te zien is als piraat/struikrover en een mannelijke versie van Assepoester, werden beide platen zeer populair. De videoclips werden destijds in Nederland op televisie uitgezonden door de popprogramma's AVRO's Toppop en Countdown van Veronica.
Ook in België behaalden beide singles hoge noteringen in zowel de Vlaamse Ultratop 50 als de Vlaamse Radio 2 Top 30.
De single Stand and deliver is ook te horen in het videospel Burnout Paradise.

### Solocarrière
Na een succesvolle tournee brak Adam begin 1982 met de band en zijn piratenimage om solo verder te gaan; hij bleef echter met Marco samenwerken. Voor zijn populariteit maakte dat niets uit, zijn solodebuut Friend or Foe was enorm succesvol en leverde hem eindelijk een Amerikaanse doorbraak op. De vorige tournee aldaar maakte weinig indruk, ditmaal waren de concerten wel een succes. Ook figureerde hij in de videoclip "Wot!" van Captain Sensible.
In 1983 werd Strip uitgebracht. Hierop werkt Adam in twee nummers samen met Phil Collins. De single "Puss 'n Boots" was een succes, maar de single Strip werd verboden door de BBC.
In 1985 verscheen Vive le Rock waarvan het titelnummer op Live Aid wordt gespeeld. Daarna stopte Adam tijdelijk met muziek maken om zich op het acteren te richten.
Drie maanden stond Adam op het toneel in Engeland met de Joe Orton-productie "Entertaining Mr. Sloane". Daarna verhuisde hij voor een paar jaar naar Hollywood om in Amerikaanse films en televisieseries te spelen; ook zong hij de herkenningstune van Weird Science.
In 1989 keerde Adam terug naar de muziek; het album Manners and Physique, waarvan "Room At The Top" de eerste single was, liet een eigentijdser, gladder geluid horen. Na een goed verlopen tour maakte Adam het album Persuasion, maar MCA Records besloot het album niet uit te brengen.
In de jaren 90 speelde Adam weer in allerlei televisieseries en films; na zijn terugkeer naar Engeland bracht hij in 1995 het album Wonderful uit.
Een tournee door Engeland en de VS was gepland, maar moest na 18 optredens worden stopgezet omdat Marco Pirroni een ernstige ziekte aan zijn luchtwegen had.
In december 2001 kwam Antbox uit. Sinds die tijd zijn er allerlei geremasterde versies van zijn albums uitgekomen. Adam zelf verschijnt af en toe nog op het toneel en heeft een nieuwe versie opgenomen van Stand and Deliver (Save The Gorillas), maar houdt zich met name bezig met het bestrijden van zijn depressies en met zijn dochter.

## Discografie

### Albums
| Album met eventuele hitnotering(en) in de Nederlandse Album Top 100 | Datum van verschijnen | Datum van binnenkomst | Hoogste positie | Aantal weken | Opmerkingen      |
| ------------------------------------------------------------------- | --------------------- | --------------------- | --------------- | ------------ | ---------------- |
| Adam and the Ants                                                   |                       |                       |                 |              |                  |
| Dirk wears white soxx                                               | 11-1979               | -                     |                 |              |                  |
| Kings of the wild frontier                                          | 11-1980               | 27-6-1981             | 16              | 12           |                  |
| Prince charming                                                     | 11-1981               | 21-11-1981            | 9               | 9            |                  |
| Peel sessions                                                       | 1990                  | -                     |                 |              |                  |
| The collection                                                      | 1991                  | -                     |                 |              |                  |
| The very best of Adam and the Ants                                  | 3-1999                |                       |                 |              |                  |
| The B sides                                                         | 3-1982                | -                     |                 |              |                  |
| Friend or foe                                                       | 10-1982               | 6-11-1982             | 42              | 3            |                  |
| Strip                                                               | 10-1983               | -                     |                 |              |                  |
| Vive le rock                                                        | 9-1985                | -                     |                 |              |                  |
| Hits                                                                | 1986                  | -                     |                 |              |                  |
| Manners and physique                                                | 2-1990                | -                     |                 |              |                  |
| Antics in the forbidden zone                                        | 10-1990               | -                     |                 |              |                  |
| Persuasion                                                          | 1993                  | -                     |                 |              | niet uitgebracht |
| Antmusic - The very best of Adam Ant                                | 1993                  | -                     |                 |              |                  |
| B side babies                                                       | 9-1994                | -                     |                 |              |                  |
| Wonderful                                                           | 2-1995                | -                     |                 |              |                  |
| Super hits                                                          | 1-1998                |                       |                 |              |                  |
| Goody two shoes                                                     | 4-1998                |                       |                 |              |                  |
| Adam Ant                                                            |                       |                       |                 |              |                  |
| Antbox                                                              | 12-2000               |                       |                 |              |                  |
| The complete Radio 1 sessions                                       | 7-2001                |                       |                 |              |                  |
| Pop & wave                                                          | 2-2003                |                       |                 |              |                  |
| The essential                                                       | 4-2003                |                       |                 |              |                  |
| Adam Ant Is The Blueblack Hussar In Marrying The Gunner's Daughter  | 1-2013                |                       |                 |              |                  |

### Singles
| Single met eventuele hitnotering(en) in de Nederlandse Top 40 | Datum van verschijnen | Datum van binnenkomst | Hoogste positie | Aantal weken | Opmerkingen                   |
| ------------------------------------------------------------- | --------------------- | --------------------- | --------------- | ------------ | ----------------------------- |
| Young Parisians                                               | 10-1978               | -                     |                 |              |                               |
| Zerox                                                         | 7-1979                | -                     |                 |              |                               |
| Car trouble                                                   | 3-1980                | -                     |                 |              |                               |
| Kings of the wild frontier                                    | 7-1980                | -                     |                 |              |                               |
| Dog eat dog                                                   | 10-1980               | -                     |                 |              |                               |
| Antmusic                                                      | 12-1980               | 7-2-1981              | tip             |              |                               |
| Stand and Deliver                                             | 5-1981                | 6-6-1981              | 8               | 11           |                               |
| Prince charming                                               | 9-1981                | 26-9-1981             | 17              | 10           |                               |
| Ant rap                                                       | 12-1981               | -                     |                 |              |                               |
| Deutscher girls                                               | 2-1982                | -                     |                 |              |                               |
| Goody two shoes                                               | 4-1982                | 12-6-1982             | 8               | 6            | als Adam Ant                  |
| Friend or foe                                                 | 9-1982                | 23-10-1982            | 24              | 4            | als Adam Ant                  |
| Desperate but not serious                                     | 11-1982               | -                     |                 |              | als Adam Ant                  |
| Puss 'n boots                                                 | 10-1983               | 19-11-1983            | 25              | 4            | als Adam Ant                  |
| Strip                                                         | 12-1983               | -                     |                 |              | als Adam Ant                  |
| Apollo 9                                                      | 9-1984                | -                     |                 |              | als Adam Ant                  |
| Vive le rock                                                  | 7-1985                | -                     |                 |              | als Adam Ant                  |
| Room at the top                                               | 2-1990                | -                     |                 |              | als Adam Ant                  |
| Can't set rules about love                                    | 4-1990                | -                     |                 |              | als Adam Ant                  |
| Rough stuff                                                   | 1990                  | -                     |                 |              | als Adam Ant                  |
| Wonderful                                                     | 1-1995                | -                     |                 |              | als Adam Ant                  |
| Beautiful dream                                               | 3-1995                | -                     |                 |              | als Adam Ant niet uitgebracht |
| Gotta be a sin                                                | 5-1995                | -                     |                 |              | als Adam Ant                  |
| Save the Gorillas EP                                          | 12-2003               | -                     |                 |              | niet uitgebracht              |
| Cool Zombie                                                   | 10-2012               | -                     |                 |              | als Adam Ant                  |

- Bibsys: 62654
- Biblioteca Nacional de España: XX1545373
- Bibliothèque nationale de France: cb138908152 (data)
- Gemeinsame Normdatei: 134315677
- International Standard Name Identifier: 0000 0000 7838 7373
- Library of Congress Control Number: n92109872
- MusicBrainz: e188a520-9cb7-4f73-a3d7-2f70c6538e92
- Nationale Bibliotheek van Tsjechië: xx0018771
- Nationale Bibliotheek van Israël: 987007404805905171
- Nationale en Universitaire bibliotheek Zagreb: 000690951
- Nederlandse Thesaurus van Auteursnamen: 074896962
- Système universitaire de documentation: 087451069
- Union List of Artist Names: 500473570
- Virtual International Authority File: 85419127
- WorldCat: E39PBJjdkWKt699RhxvWqMwgrq